# Cao Ly Nghị Tông
Cao Ly Nghị Tông (Hangul: 고려 의종, chữ Hán: 高麗 毅宗; 23 tháng 5 năm 1127 – 7 tháng 11 năm 1173, trị vì 1146 – 1170) là quốc vương thứ 18 của Cao Ly. Ông là con trai cả của Cao Ly Nhân Tông và Cung Duệ Vương hậu, anh của Cao Ly Minh Tông và Cao Ly Thần Tông. Ông húy là Vương Hiện (왕현; 王晛), tên khác là Vương Triệt (왕철; 王澈), tự Nhật Thăng (일승; 日升).
Ông đã vinh danh những quan văn của mình bằng nhiều nghi lễ song lại không ưa các võ quan. Ông thường buộc họ phải tham gia thi đấu võ thuật giải trí cho mình và các quan văn, cũng như trao cho họ một phần nhỏ nhặt khi phân lãnh địa. Ông cũng thường say rượu, và khi đó lại tiếp tục chọc giận các chiến binh.
Cuối cùng, vào mùa thu năm 1170, sau khi bị phân biệt đối xử liên tục, cơn giận dữ của các quan võ đã biến thành hành động. Ba chiến binh là Trịnh Trọng Phu (郑仲夫), Lý Nghĩa Phương (李義方), Lý Cao (李高) và những người khác đã nổi dậy, sát hại các quan văn, phế truất vua Nghị Tông và đưa vương đệ Vương Hạo lên ngôi, tức Cao Ly Minh Tông.
Nghị Tông bị ép uống rượu độc tại chùa Khôn Nguyên (坤元寺), thi thể ông được chôn vội tại một góc trong khuôn viên chùa, về sau được cải táng tại Hy lăng (禧陵). Thụy hiệu Cương Quả Trang Hiếu Đại Vương (剛果莊孝大王).

## Gia đình
- Cha: Cao Ly Nhân Tông.
- Mẹ: Cung Duệ Vương hậu.
- Vương đệ:
  - Cao Ly Minh Tông Vương Hạo.
  - Cao Ly Thần Tông Vương Trác.

### Thê tử
- Trang Kính Vương hậu Kim thị (장경 왕후 김씨), con gái của Giang Lăng công Vương Uẩn. Uẩn là chắt nội của Cao Ly Văn Tông và là cháu nội của Tương Hiến vương Vương Đào. Kim thị cưới ông khi còn là Thái tử, khi ông lên ngôi phong bà làm Hưng Đức Cung chủ (興德宮主). Thụy Huệ Tư Trang Kính Vương hậu (惠資莊敬王后). Bà là chị của Minh Tông Quang Tĩnh Vương hậu và Thần Tông Tuyên Tĩnh Vương hậu.
  - Hiếu Linh Thái tử Vương Kỳ (효령태자 왕기; 1149 – ?), lấy con gái của Đức Ninh Công chúa (em gái của Nhân Tông). Sau khi phụ hoàng bị phế truất, thái tử cùng cha bị lưu đày tới huyện Trân Đảo. Không rõ kết cục.
  - Kính Đức Cung chúa (경덕궁주), lấy Tư không Vương Bình.
  - An Trinh Cung chúa (안정궁주), lấy Hàm Ninh bá Vương Phác.
  - Hòa Thuận Cung chúa (화순궁주), lấy Quảng Lăng công Vương Miễn.
- Trang Tuyên Vương hậu (장선왕후), con gái của Thôi Sự Đoan.
- Cung nhân Vũ Bỉ (무비).